# Lily Williams
Lily Williams (Tallahassee, 24 juni 1994) is een Amerikaanse wielrenster die actief is op de weg, in het veldrijden en in het baanwielrennen.

## Carrière
In 2017 won ze de derde etappe van de Joe Martin Stage Race. Williams nam in 2019 deel aan de Pan-Amerikaanse Spelen in Lima; hier won ze met de Amerikaanse ploeg de ploegenachtervolging.
Williams won in 2020 samen met Jennifer Valente, Chloé Dygert en Emma White de ploegenachtervolging op de Wereldkampioenschappen baanwielrennen in Berlijn. Met dezelfde drie rensters, aangevuld met Megan Jastrab, won ze in augustus 2021 brons namens de Verenigde Staten op de ploegenachtervolging tijdens de Olympische Zomerspelen 2020 in Tokio. Bij de volgende Olympische Spelen in 2024, die plaatsvonden in Parijs, won ze goud op het onderdeel ploegenachtervolging.

## Palmares

### Weg
2017
3e etappe Joe Martin Stage Race
2018
Winston-Salem Cycling Classic

#### Resultaten in voornaamste wedstrijden
|      | \| Jaar \| Gent-Wevelgem \| Ronde van Vlaanderen \| Parijs-Roubaix \| Luik-Bast.‑Luik \| \| WK op de weg \| \| ---- \| ------------- \| -------------------- \| -------------- \| --------------- \| \| ------------ \| \| 2019 \| \| \| \| 71e \| \| \| \| 2020 \| 38e \| 49e \| \| \| \| \| \| 2021 \| \| \| \| \| \| \| \| 2022 \| opgave \| 82e \| 49e \| \| \| \| \| 2023 \| opgave \| 47e \| 66e \| \| \| opgave \| \| 2024 \| 89e \| 29e \| 45e \| \| \| \| \| 2025 \| 7e \| 21e \| 56e \| \| \| \| |                      |                |                 |  |              |
| Jaar | Gent-Wevelgem | Ronde van Vlaanderen | Parijs-Roubaix | Luik-Bast.‑Luik |  | WK op de weg |
| 2019 | |                      |                | 71e             |  |              |
| 2020 | 38e | 49e                  |                |                 |  |              |
| 2021 | |                      |                |                 |  |              |
| 2022 | opgave | 82e                  | 49e            |                 |  |              |
| 2023 | opgave | 47e                  | 66e            |                 |  | opgave       |
| 2024 | 89e | 29e                  | 45e            |                 |  |              |
| 2025 | 7e | 21e                  | 56e            |                 |  |              |

### Veld
2018
- Hendersonville

### Baanwielrennen

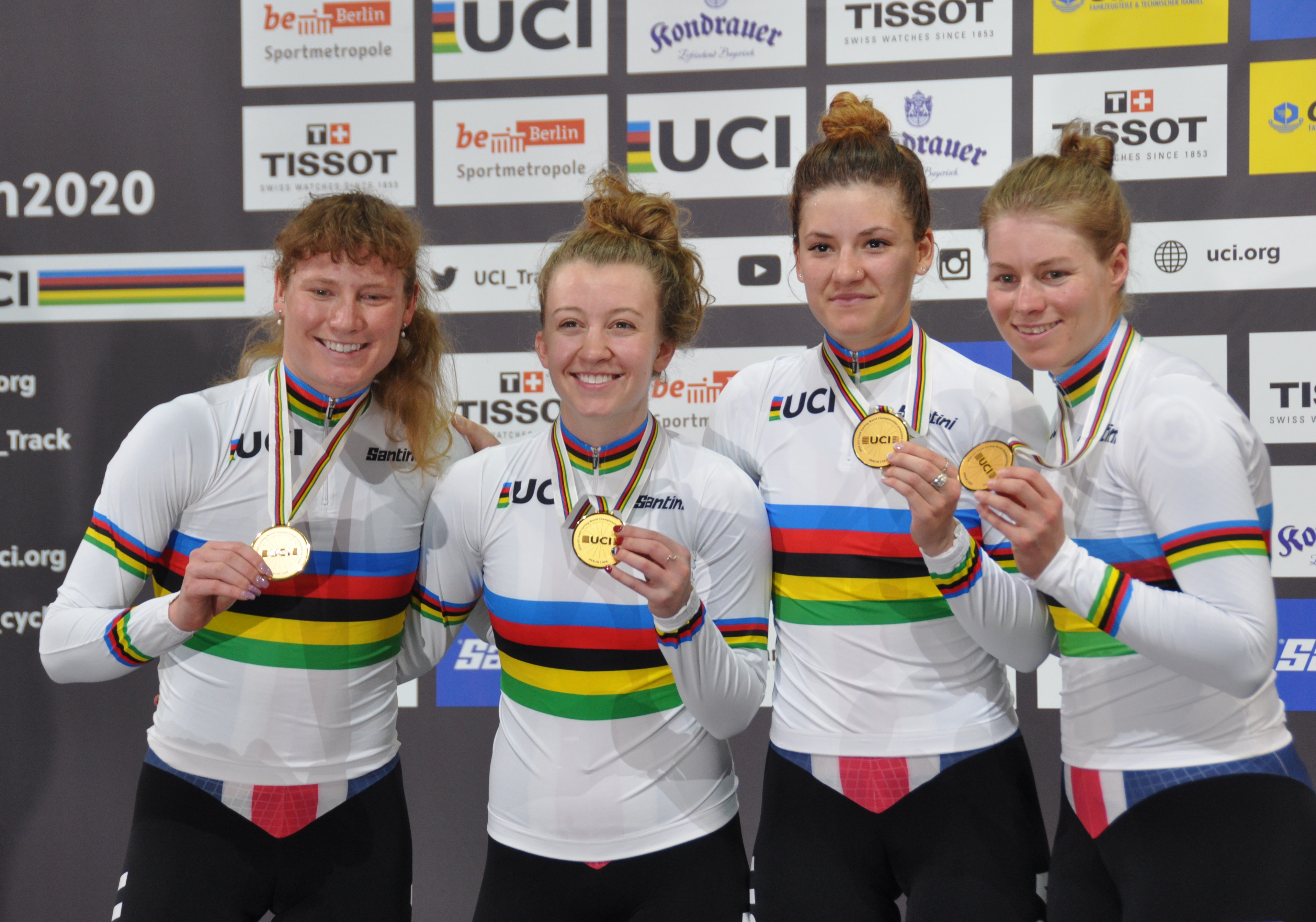
Wereldkampioen ploegachtervolging 2020

| Jaar  | AK    | PK                   | WK                   | Overig                                         |
| Elite | Elite | Elite                | Elite                | Elite                                          |
| ----- | ----- | -------------------- | -------------------- | ---------------------------------------------- |
| 2019  |       | ploegenachtervolging |                      | Pan-Amerikaanse Spelen: · ploegenachtervolging |
| 2020  |       |                      | ploegenachtervolging | WB Milton: ploegenachtervolging                |
| 2021  |       |                      |                      | Olympische Spelen: · ploegenachtervolging      |
| 2022  |       |                      |                      |                                                |
| 2023  |       |                      |                      |                                                |
| 2024  |       |                      |                      | Olympische Spelen: · ploegenachtervolging      |

## Ploegen
- 2018 –  Hagens Berman-Supermint
- 2019 –  Hagens Berman-Supermint
- 2020 –  Rally Cycling Women
- 2021 –  Rally Cycling Women
- 2022 –  Human Powered Health
- 2023 –  Human Powered Health
- 2024 –  Human Powered Health
- 2025 –  Human Powered Health

2012: King, Rowsell, Trott ·
2016: Archibald, Barker, Rowsell, Trott  ·
2020: Brauße, Brennauer, Klein, Kröger ·
2024: Dygert, Faulkner, Valente, Williams
Buysman · Christie · Christoforou · Clouse · Kröger · Kuijpers · MacPherson · Malcotti · Raaijmakers · Ray · Schmid · Williams · Yonamine
Buysman · Christie · Christofórou · Clouse · Cordon-Ragot (vanaf 6/4) · Van 't Geloof · Kröger · MacPherson · Malcotti · Pikulik · Raaijmakers · Schmid · Vandenbulcke · Williams · Wood · Yonamine
Birjoekova · Borghesi (vanaf 2/7) · Christie · Cordon-Ragot · Doebel-Hickok · Edwards · Grossetête · Kasper · Malcotti · D. Pikulik · W. Pikulik · Raaijmakers · Ragusa · Williams · Wood · Zanardi · Zanetti
Blanco · Borghesi · Cipressi · Coles-Lyster · Edwards · Grossetête · de Jong · Kasper · Malcotti · Mitterwallner · D. Pikulik · W. Pikulik · Raaijmakers · Ragusa · Schweinberger · Williams · Zanardi
- World Athletics: 14483423